# Spalacomimus stettinensis
Spalacomimus stettinensis är en insektsart som först beskrevs av Weidner 1941.  Spalacomimus stettinensis ingår i släktet Spalacomimus och familjen vårtbitare. Inga underarter finns listade i Catalogue of Life.